# Raionul Kropîvnîțkîi (pre-2020), Kirovohrad
Kropîvnîțkîi (în ucraineană Кропивни́цький район, transliterat: Kropyvnytksyi raion) este un raion în regiunea Kirovohrad, Ucraina. Reședința sa este orașul Kropîvnîțkîi.

## Demografie
Componența lingvistică a raionului Kropîvnîțkîi
     Ucraineană (87,85%)
     Rusă (10,42%)
     Română (1,09%)
     Alte limbi (0,33%)
Conform recensământului din 2001, majoritatea populației raionului Kirovohrad era vorbitoare de ucraineană (87,85%), existând în minoritate și vorbitori de rusă (10,42%) și română (1,09%).